# Bjarni Herjólfsson
Bjarni Herjólfsson est un navigateur islandais qui fut sans doute le premier Européen à avoir aperçu le continent nord-américain.
Pendant qu'il naviguait entre l'Islande et le Groenland en 985 ou 986, son bateau fut dévié vers l'ouest par une tempête. Ayant repris sa route, il aperçut des collines recouvertes de forêts, mais il ne prit pas le temps d'y débarquer et sa découverte ne parut intéresser personne. Par la suite, Leif Erikson, fils d'Erik le Rouge, entreprit d'explorer la région, où il fonda, aux environs de l'an 1000, la colonie du Vinland, qui peut être considérée comme le premier établissement européen en Amérique du Nord.

## Histoire
Comme raconté dans la Saga des Groenlandais, vers 986, Bjarni Herjólfsson, qui avait passé l'hiver en Norvège, se rendit en Islande pour retrouver son père. À son arrivée à Eyrar, il apprit que son père avait vendu la ferme et quitté le pays avec Erik le Rouge pour s'installer au Groenland. Bjarni décida d'aller le chercher, mais personne ne put lui indiquer la route à suivre.
La seule chose qu'il savait était qu'il devait naviguer vers l'ouest. Après trois jours de navigation, il perdit de vue la côte islandaise. Le vent, qui avait été favorable jusque-là, commença à souffler du nord, accompagné de brouillard. Le navire dériva pendant plusieurs jours.
Lorsque le temps s'améliora, les Vikings repérèrent une côte. Bjarni déclara qu'il ne pouvait pas s'agir du Groenland. L'équipage lui demanda s'il avait l'intention d'aller s'y installer pour la nuit, et il répondit qu'il préférait la contourner. Il vit que la terre était boisée, avec de basses collines. Ensuite, Bjarni se dirigea vers le nord sans s'arrêter, car son seul souci était de rencontrer son père.
Deux jours plus tard, ils revirent une terre. Ses hommes lui demandèrent s'il croyait que cette fois c'était bien le Groenland. Bjarni répondit par la négative, car on lui avait dit qu'il y avait d'énormes glaciers au Groenland. Ils s'approchèrent de la côte, qui semblait plate et boisée.
Le vent s'était calmé et l'équipage pensa qu'il était temps de descendre à terre pour s'approvisionner en bois et en eau. Bjarni s'y opposa, affirmant qu'ils ne manquaient de rien et ordonna à ses hommes de hisser la voile, ce à quoi ils obéirent à contrecœur. 
Un vent du sud-ouest souffla pendant trois jours, au terme desquels ils virent une terre pour la troisième fois. C'était maintenant un terrain élevé et montagneux, surmonté d'un glacier. Encore une fois, l'équipage voulut savoir s'il avait l'intention de débarquer. « Non, répondit-il. Je pense que ce pays ne vaut rien. » Ils suivirent la côte et constatèrent que c'était une île. Puis ils retournèrent en haute mer en profitant du même vent favorable. Peu de temps après, une tempête se leva et Bjarni dut réduire la voilure.
Quatre jours plus tard, ils virent une terre pour la quatrième fois. Bjarni répondit à l'équipage, qui demandait s'ils étaient enfin arrivés au Groenland, que ce rivage se rapprochait de la description de ce pays et qu'il fallait débarquer. À la tombée de la nuit, ils s'allongèrent sur une langue de terre où ils virent un navire échoué. Étrange coïncidence, c'est précisément là que vivait Herjolf, le père de Bjarni : il avait abandonné ses activités commerciales, et s'était installé en ce lieu portant son nom (Herjolfsnæs). Après la mort de Herjolf, Bjarni a continué à y travailler la terre.
Cette histoire, tirée de la saga du Groenland, suggère que les caprices des vents et des courants conduisirent le navire de Bjarni Herjolfsson à la côte du Labrador et que la terre qu'il avait approchée à deux reprises appartenait au continent américain. Cette hypothèse reste cependant difficile à confirmer, car elle se base sur une saga, genre littéraire dans lequel la fiction est constamment mêlée à la réalité.

## Postérité
Dix ans plus tard, Leif Erikson (Leifr Eiríksson) a pris au sérieux les histoires de Bjarni, a acheté le navire que Bjarni Herjólfsson avait utilisé pour son voyage, a engagé un équipage de 35 hommes et est parti à la recherche d'un nouveau territoire. Le résultat aurait été la colonie viking de L'Anse aux Meadows, à Terre-Neuve, la première tentative de colonisation européenne connue en Amérique du Nord, à l'exception de l'île du Groenland qui avait été colonisée beaucoup plus tôt.